# جيبس
جيبس (1780 بإنجلترا في المملكة المتحدة - ) (بالإنجليزية: Gibbs)‏ هو لاعب كريكت بريطاني.